# Pudling
Pudling er en fremstillingsmetode for smedejern, der omdanner råjern til stangjern (smedejern) i en kulfyret efterklangsovn. Den blev udviklet i England i løbet af 1780'erne. Det smeltede råjern blev omrørt i en efterklangsovn i et oxiderende miljø for at brænde kulstoffet væk, hvilket resulterede i smedejern. Det var en af de vigtigste processer til fremstillingen af de første betragtelige mængder af værdifuldt og anvendeligt stangjern (smedebart smedejern) uden brug af trækul. Til sidst endte ovnen med at blive brugt til at fremstille små mængder af specialstål.
Selvom puddelprocessen ikke var den første fremstillingsproces for stangjern uden brug af trækul, var den uden tvivl den mest succesfulde og erstattede de tidligere potte- og stampningsprocesser, såvel som de meget ældre trækuls finery og bloomery processer. Dette muliggjorde, at en stor udvidelse af jernproduktionen at finde sted i Storbritannien og kort tid efter i Nordamerika. Denne ekspansion udgør begyndelsen på den industrielle revolution indenfor jernindustrien. De fleste anvendelser af smedejern fra det 19. århundrede, herunder Eiffeltårnet, broer og den originale ramme for Frihedsgudinden, brugte puddeljern.